# Rumänische Eishockeyliga 1998/99
Die Saison 1998/99 war die 69. Spielzeit der rumänischen Eishockeyliga, der höchsten rumänischen Eishockeyspielklasse. Meister wurde zum insgesamt 35. Mal in der Vereinsgeschichte Steaua Bukarest.

## Modus
In der Hauptrunde absolvierte jede der sechs Mannschaften insgesamt 20 Spiele. Die beiden Erstplatzierten qualifizierten sich für das Meisterschaftsfinale. Für einen Sieg erhielt jede Mannschaft zwei Punkte, bei einem Unentschieden gab es einen Punkt und bei einer Niederlage null Punkte.

## Hauptrunde
|    | Klub                        | Sp | S  | U | N  | T   | GT  | Punkte |
| -- | --------------------------- | -- | -- | - | -- | --- | --- | ------ |
| 1. | Steaua Bukarest             | 20 | 18 | 1 | 1  | 144 | 55  | 37     |
| 2. | SC Miercurea Ciuc           | 20 | 16 | 0 | 4  | 179 | 46  | 32     |
| 3. | Sportul Studențesc Bukarest | 20 | 8  | 3 | 9  | 77  | 88  | 19     |
| 4. | Progym Gheorgheni           | 20 | 8  | 2 | 10 | 90  | 115 | 18     |
| 5. | Imasa Sfântu Gheorghe       | 20 | 3  | 1 | 16 | 57  | 139 | 7      |
| 6. | CSM Dunărea Galați          | 20 | 3  | 1 | 16 | 53  | 157 | 7      |

Sp = Spiele, S = Siege, U = Unentschieden, N = Niederlagen

## Meisterschaftsfinale
- Steaua Bukarest – SC Miercurea Ciuc 3:2 (2:1, 2:3, 4:5, 5:3, 5:2)